# Freccia Vallone 1998
La Freccia Vallone 1998, sessantaduesima edizione della corsa, si svolse il 15 aprile 1998 per un percorso di 201 km da Charleroi al muro di Huy. Fu vinta dal danese Bo Hamburger, al traguardo in 5h06'41" alla media di 39,324 km/h.
Dei 193 ciclisti alla partenza da Charleroi furono in 106 a portare a termine il percorso.

## Ordine d'arrivo (Top 10)
| Pos. | Corridore           | Squadra       | Tempo    |
| ---- | ------------------- | ------------- | -------- |
| 1    | Bo Hamburger        | Casino-Ag2r   | 5h06'41" |
| 2    | Frank Vandenbroucke | Mapei-Bricobi | a 6"     |
| 3    | Alberto Elli        | Casino-Ag2r   | a 10"    |
| 4    | Maarten den Bakker  | Rabobank      | a 12"    |
| 5    | Michele Bartoli     | Asics         | a 15"    |
| 6    | Luc Leblanc         | Polti         | a 17"    |
| 7    | Pascal Hervé        | Festina-Lotus | a 18"    |
| 8    | Roberto Petito      | Saeco         | a 19"    |
| 9    | Laurent Dufaux      | Festina-Lotus | a 22"    |
| 10   | Rodolfo Massi       | Casino-Ag2r   | a 25"    |